# Constantijn de Afrikaan

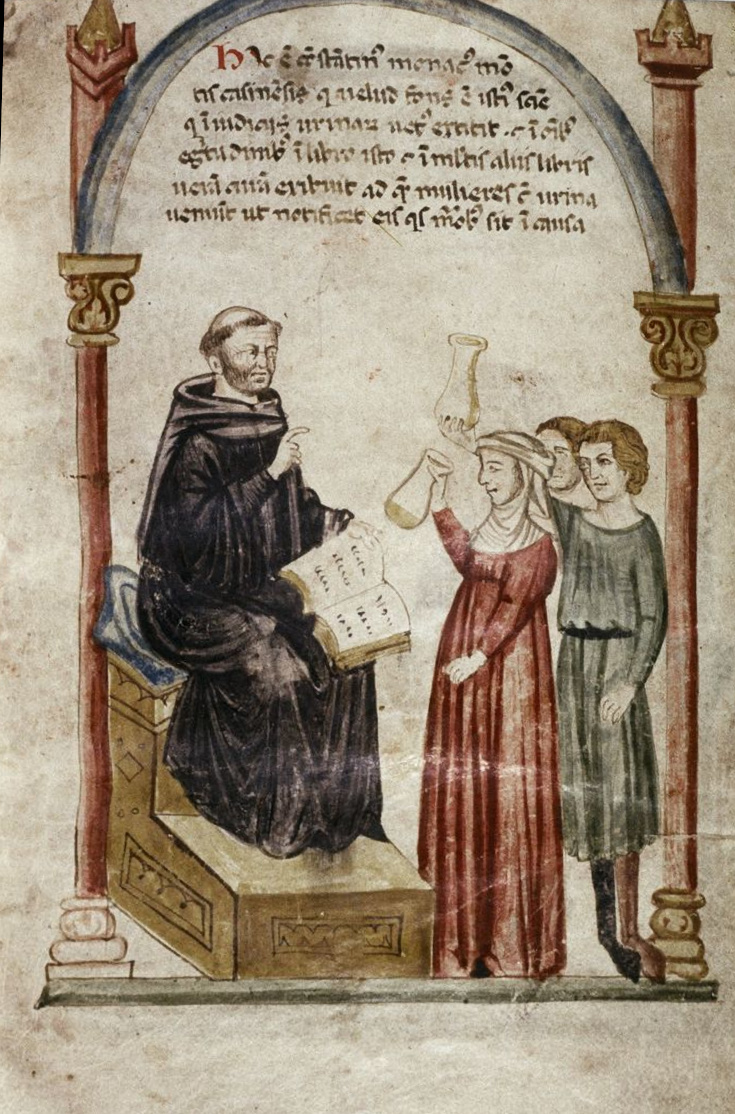
Constantijn onderzoekt urinestalen

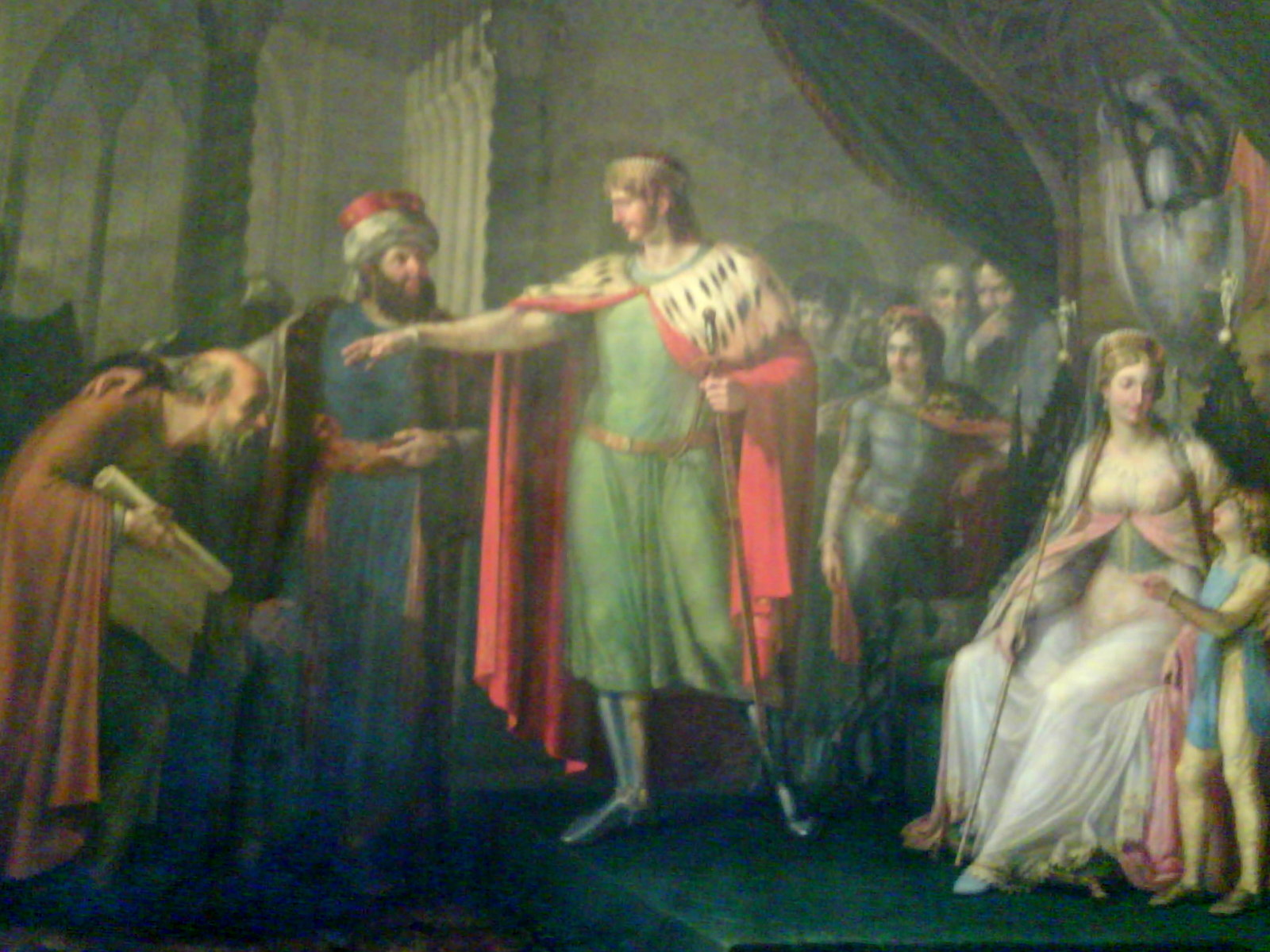
Constantijn de Afrikaan, links, aan het hof van Robert Guiscard, een Zuid-Italiaanse Normandiër

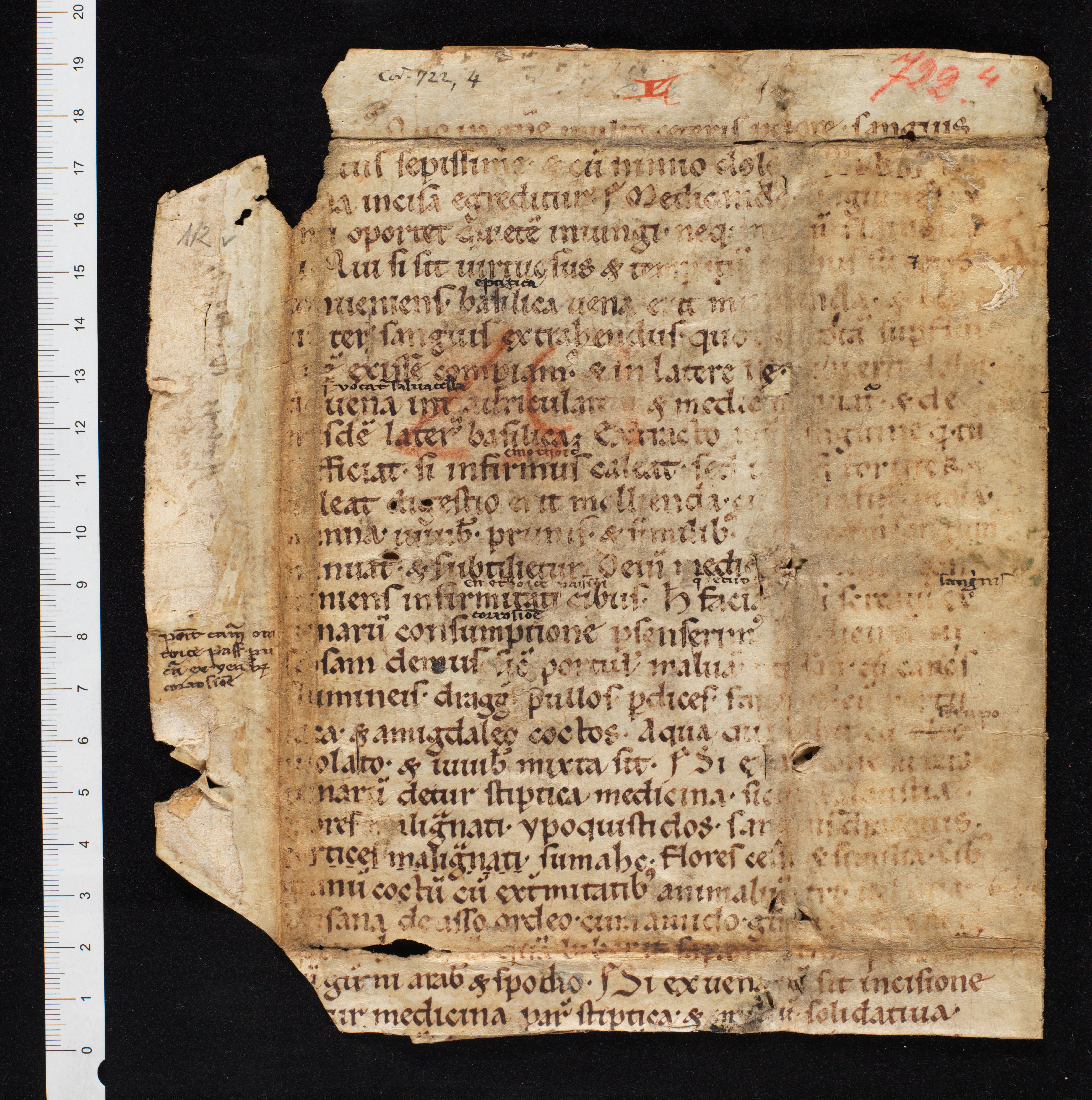
Viaticus, universiteit van Bern

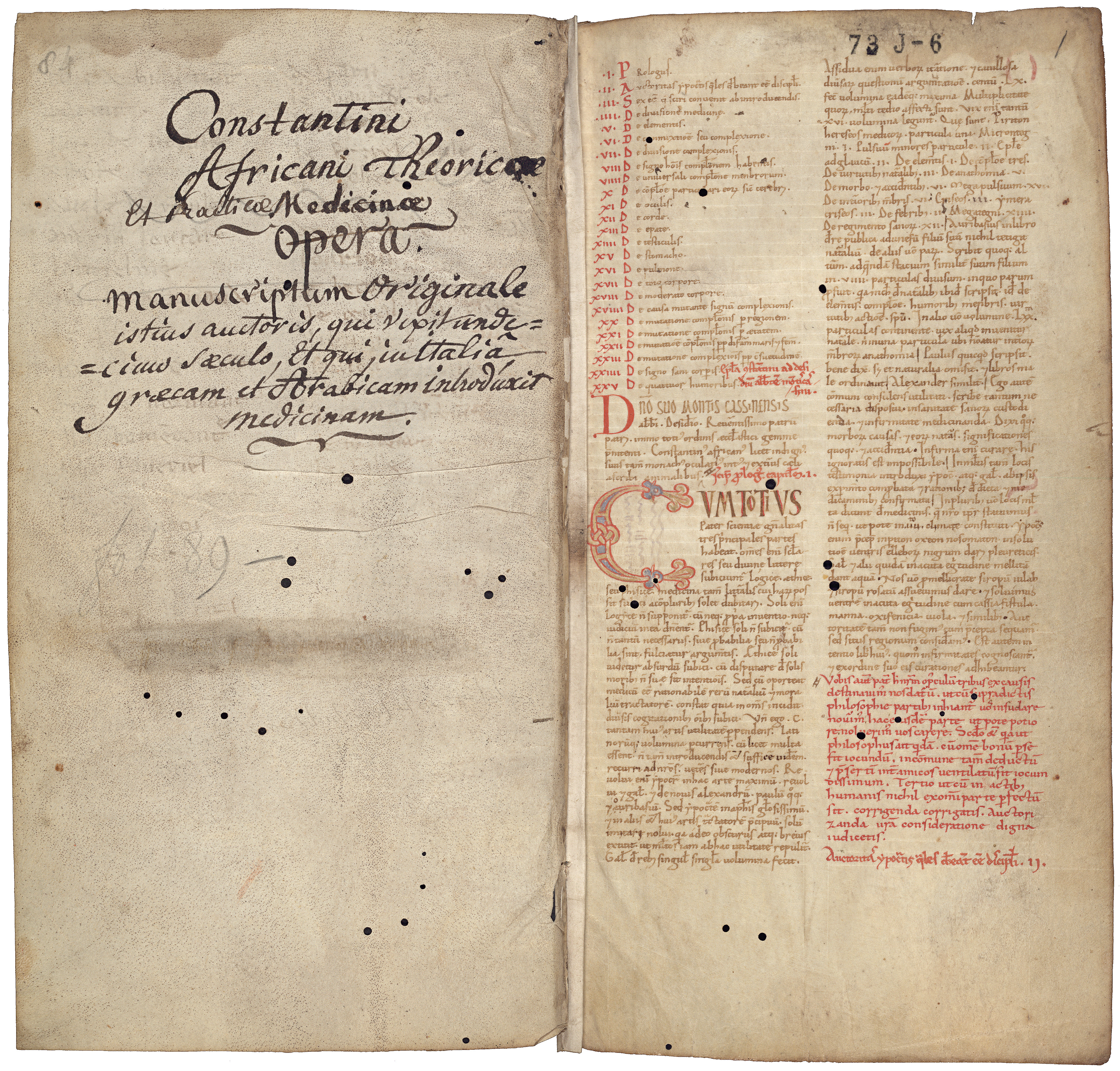
Liber Pantegni, Koninklijke Bibliotheek

Constantijn de Afrikaan (Tunis, 1010 à 1015 – Monte Cassino, 1087) was een Arabisch medicus, natuurwetenschapper, wiskundige en taalkundige. Hij was hoogleraar aan de Medische School van Salerno in dienst van Robert Guiscard, de Normandische hertog van Apulië. Later was hij monnik in de abdij van Monte Cassino. Daar vertaalde hij medische werken uit het Arabisch en Oudgrieks naar het Latijn en beschreef ook eigen medisch onderzoek. 
Zijn boeken kenden een groot succes in West-Europa, want ze openden de deur naar de kennis van de Arabische en Griekse geneeskunde.

## Naam
De naam Afrikaan, komt van zijn geboorteplaats Tunis in Noord-Afrika.

## Levensloop
Constantijn groeide op in Tunis, naast het verwoeste Carthago. Tunis was gelegen in het Kalifaat van de Abbasiden. Hij studeerde geneeskunde en reisde voor zijn studies naar Baghdad, Egypte, Ethiopië en Arabia. Hij sprak naast Arabisch vlot Perzisch, Latijn en Oudgrieks. Hij bekwaamde zich tevens in alle aspecten van de natuurwetenschappen, zoals astronomie, geografie, fysica en de wiskunde. Hij legde zich ook toe op de Arabische grammatica.
In een van de Arabische steden, mogelijks zijn thuisstad Tunis, werd hij vervolgd omdat zijn medische praktijk als tovenarij werd gezien. Constantijn bood zijn diensten aan Constantijn IX Monomachos, keizer van het Byzantijnse Rijk. Door schipbreuk belandde hij in Zuid-Italië, in de buurt van Salerno. Salerno lag in Normandisch gebied, meer bepaald het hertogdom Apulië en Calabrië van hertog Robert Guiscard. De hertog benoemde de arts Constantijn als hoogleraar geneeskunde aan de Medische School van Salerno, de Schola Medica Salernitana in het Latijn. De hertog stelde hem ook aan als ambtenaar in zijn hofhouding. Enkele jaren bleef Constantijn geneeskunde doceren in Salerno, waarbij zijn faam toenam. In de jaren 1075-1077 was hij het hoofd van de Scuola.
Later trok abt Desiderius, de latere paus Victor III, hem aan om Benedictijner monnik te worden in de abdij van Monte Cassino. Constantijn werd opgenomen in een kring van monniken rond abt Desiderius die zich bezig hielden met kronieken schrijven, vertalingen en wetenschappen allerhande. Voor Constantijn de Afrikaan brak een hoogtepunt aan van wetenschappelijke geschriften. Twintig jaar lang werkte hij aan zijn boeken. Naar het Latijn vertaalde hij medische werken van Arabische en Oudgriekse geleerden. Daarnaast beschreef hij ook eigen werk. Voor medici in West-Europa waren zijn boeken een belangrijke bron van een tot dan toe onbekende Arabische en Griekse geneeskunde. Zijn vertalingen kenden een snelle verspreiding. In 1087 stierf hij in Monte Cassino.
Petrus Diaconus schreef na zijn dood biografieën van bekende monniken van Monte Cassino. Over Constantijn schreef Diaconus dat hij de nieuwe Hippocrates was. 
De werken van Constantijn de Afrikaan werden gedoceerd tot in de 16e eeuw. Na de ontdekking van de boekdrukkunst werden zijn werken in de 16e eeuw nog gedrukt in Lyon en Basel.

## Werken
Constantijn de Afrikaan schreef al zijn werken in het Latijn, de gangbare wetenschappelijke taal in West-Europa. Hieronder volgt een lijst van boeken die bekend gebleven zijn.
- Liber Pantegni, vertaling van Khitaab el Maleki of Liber Regius (koningsboek) geschreven door de Pers Ali Ben Abbas al-Majusi (20 boeken) naar het Latijn.
- Practica: 12 boeken over ziektenleer
- Librum duodecim graduum
- Aforismen van Hippocrates van Kos, vertaald van het Arabisch naar het Latijn
- Diaeta ciborum, over voedingsleer
- Liber Febrium, vertaling uit een Arabisch werk over koortsen door Isaak de Jood, een gerenommeerd medicus uit het Kalifaat van Cordoba
- Liber De Urinis, vertaling uit een Arabisch werk over urine-analysen, ook door Isaak de Jood
- De interioribus membris
- De coitu
- Viaticus
- Tegni, Megategni, Microtegni van de Romeinse arts Galenus. Constantijn vertaalde de Arabische versie naar het Latijn.
- Antidotarium, een overzicht van antigif
- Disputationes Platonis et Hippocratis in sententiis
- De simplici medicamine, over farmacologie
- Glossae herbarum et specierum, over geneeskrachtige kruiden en producten
- De Gynaecia, over vrouwenziekten
- De Pulsibus
- Prognostica
- De experimentis
- Chirurgie, over heelkunde
- De medicamine oculorum, over oogbehandelingen. Gebaseerd op de Liber de Oculis (Latijnse naam) van de Arabische arts Hunain Ibn Ishaq, ook Ioannitius genoemd.
- Isagoge van Ioannitius, vertaald naar het Latijn.